# Jayma Mays
Jayma Suzette Mays (sinh ngày 16 tháng 7 năm 1979) là một diễn viên và ca sĩ người Mỹ. Cô được biết đến nhiều nhất với vai diễn Emma Pillsbury trong sê ri phim truyền hình nhạc kịch Glee của Fox. Cô cũng xuất hiện trong hai bộ phim Paul Blart: Mall Cop và The Smurfs.

## Tiểu sử
Jayma sinh ra và lớn lên ở Grundy, Virginia, là con gái của Paulette (nhũ danh Norris) và James Mays, giáo viên trung học đồng thời làm việc trong ngành khai thác than. Khi còn nhỏ Jayma tỏ ra quan tâm tới nhiều lĩnh vực từ ca hát đến toán học. Ở tuổi 15, Jayma được mời làm người đọc cáo phó cho một đài phát thanh địa phương. Sau khi tốt nghiệp trung học tại Grundy High School, cô nhận được bằng cao đẳng của trường Southwest Virginia Community College. Sau đó Jayma theo học tại trường đại học Virginia Tech trong vòng một năm rồi chuyển đến trường đại học Radford và tốt nghiệp với bằng sân khấu.

## Sự nghiệp

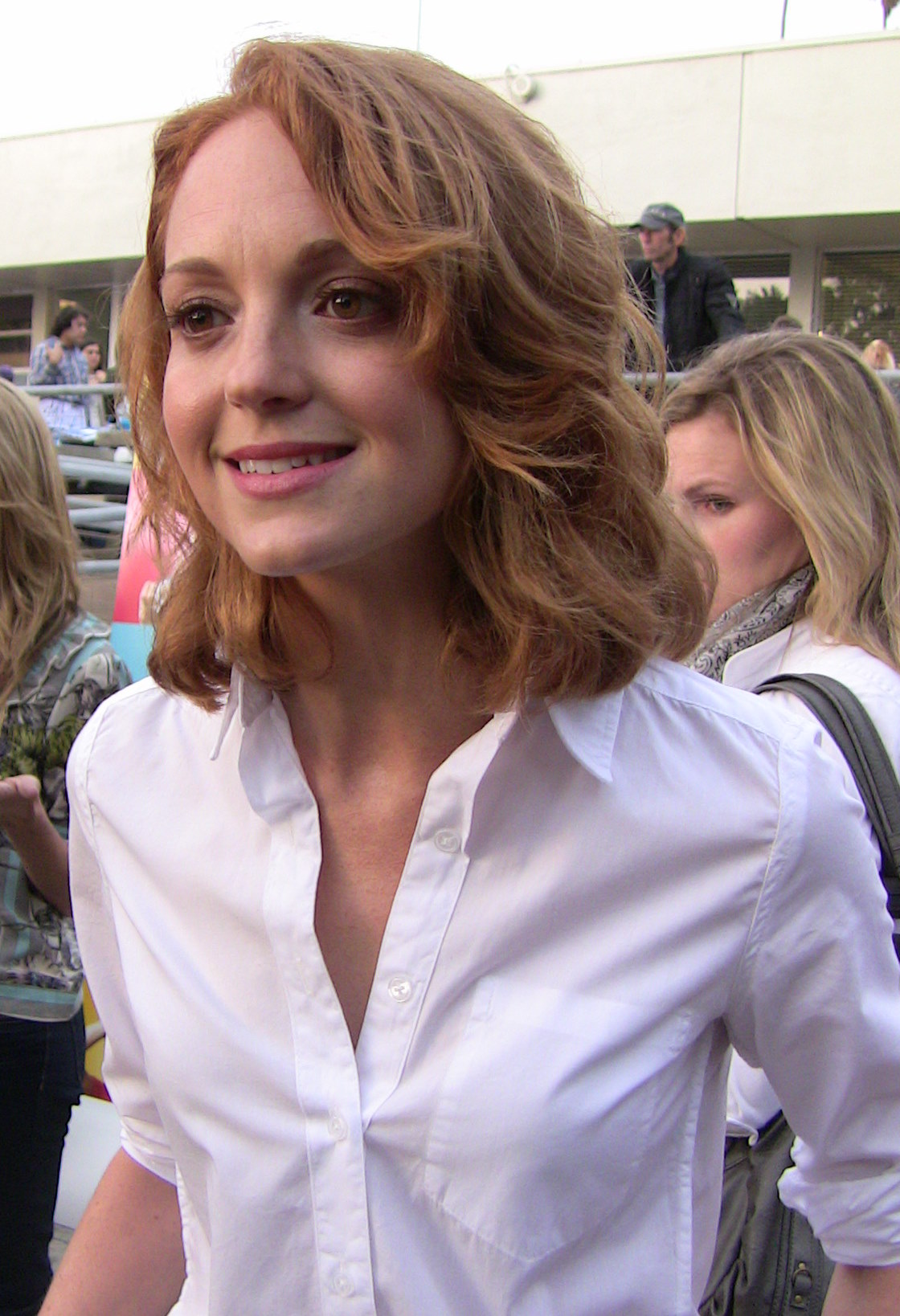
Jayma Mays vào năm 2009

Năm 2004, cô xuất hiện lần đầu tiên trên truyền hình trong phim Joey. Năm 2005, cô tham gia vào bộ phim điện ảnh đầu tay với một vai phụ trong Red Eye. Các vai diễn khác của Jayma nằm trong các sê ri phim truyền hình như Six Feet Under, The Comeback, Entourage, Stacked, How I Met Your Mother, Heroes, Pushing Daisies, Ghost Whisperer và Ugly Betty cũng như các bộ phim điện ảnh như Bar Starz, Flags of Our Fathers, Blind Guy Driving, Epic Movie, Paul Blart: Mall Cop và Get Smart's Bruce and Lloyd: Out of Control. Cô đóng vai một bệnh nhân trong phim House (tập "Sleeping Dogs Lie") năm 2006. Cô còn xuất hiện trong video của bài "Awakening" (Switchfoot) cùng với chồng mình là Adam Campbell.
Jayma đảm nhận vai Emma Pillsbury trong sê ri phim truyền hình Glee của Fox, công chiếu vào ngày 19 tháng 5 ăm 2009. Tháng 3 năm 2010, Jayma thủ vai nữ chính trong bộ phim hành động pha lẫn hoạt hình The Smurfs.

## Đời tư
Jayma Mays kết hôn với nam diễn viên Adam Campbell vào ngày 28 tháng 10 năm 2007.

## Các phim đã đóng

### Điện ảnh
| Năm  | Tên phim                                    | Vai diễn                     | Ghi chú   |
| ---- | ------------------------------------------- | ---------------------------- | --------- |
| 2005 | Red Eye                                     | Cynthia                      |           |
| 2006 | Blind Dating                                | Mandy                        |           |
| 2006 | Flags of Our Fathers                        | Y tá ở Hawaii                |           |
| 2007 | Smiley Face                                 | Nữ diễn viên trong phòng chờ |           |
| 2007 | Epic Movie                                  | Lucy                         | Vai chính |
| 2007 | Bar Starz                                   | Tiffany                      |           |
| 2008 | Get Smart's Bruce and Lloyd: Out of Control | Nina                         |           |
| 2009 | Paul Blart: Mall Cop                        | Amy Anderson                 | Vai chính |
| 2011 | The Smurfs                                  | Grace Winslow                | Vai chính |
| 2013 | The Smurfs 2                                | Grace Winslow                |           |

### Truyền hình
| Năm      | Tên phim                               | Vai diễn              | Ghi chú |
| -------- | -------------------------------------- | --------------------- | --- |
| 2004     | Joey                                   | Molly                 | Tập: "Joey and the Party"                                                                                               |
| 2005     | The Comeback                           | Cô bán hàng           | Tập: "Valerie Demands Dignity"                                                                                          |
| 2005     | Six Feet Under                         | Donna                 | Tập: "The Rainbow of Her Reasons"                                                                                       |
| 2005     | How I Met Your Mother                  | Huấn luyện viên Wench | Tập: "Okay Awesome" |
| 2005     | Stacked                                | Brenda                | Tập: "Nobody Says I Love You"                                                                                           |
| 2006     | If You Lived Here, You'd Be Home Now   | Sandra                | |
| 2006     | 30 Even Scarier Movie Moments          | Chính mình            | |
| 2006     | House                                  | Hannah                | Tập: "Sleeping Dogs Lie"                                                                                                |
| 2006     | Studio 60 on the Sunset Strip          | Daphne                | Tập: "Pilot" |
| 2006     | Entourage                              | Jen                   | Tập: "Sorry, Ari" |
| 2006     | Heroes                                 | Charlie Andrews       | 5 tập |
| 2007     | Nice Girls Don't Get the Corner Office | Angela                | |
| 2007–08  | Ugly Betty                             | Charlie               | 8 tập |
| 2007     | Ghost Whisperer                        | Jennifer Billings     | Tập: "The Underneath"                                                                                                   |
| 2007     | Pushing Daisies                        | Elsita/Elsa           | Tập: "Pigeon" |
| 2007     | Drunk History                          | Annabelle             | Tập: "Drunk History Vol. 2.5: Featuring Jack Black"                                                                     |
| 2008     | Back to You                            | Shelley Ken           | Tập: "Date Night" |
| 2009–nay | Glee                                   | Emma Pillsbury        | Vai chính (Mùa 1–3); vai phụ (Mùa 4) Screen Actors Guild Award giải Tập thể diễn viên xuất sắc trong một sê ri phim hài |
| 2012     | The League                             | Trixie Von Stein      | 3 tập |